# Araguamastax
Araguamastax är ett släkte av insekter. Araguamastax ingår i familjen Eumastacidae.
Kladogram enligt Catalogue of Life:
| Araguamastax | \| \| Araguamastax inflata \| \| \| \| \| \| Araguamastax larvaeformis \| \| \| \| |
|              | \| \| Araguamastax inflata \| \| \| \| \| \| Araguamastax larvaeformis \| \| \| \| |
|              | Araguamastax inflata                                                               |
|              |                                                                                    |
|              | Araguamastax larvaeformis                                                          |
|              |                                                                                    |